# Сальский завод кузнечно-прессового оборудования
«Сальский завод кузнечно-прессового оборудования» — бывшее крупное машиностроительное предприятие, находивщееся в г. Сальск, Ростовская область. Полное наименование — Акционерное общество «Сальский завод кузнечно-прессового оборудования».

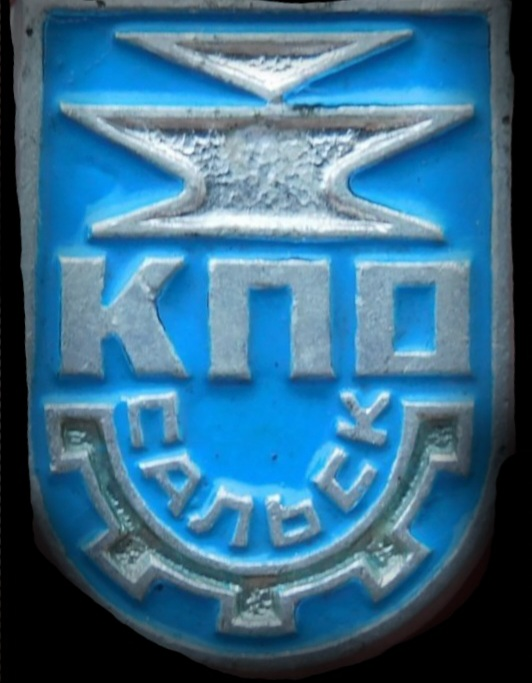
Значок "Сальский завод КПО"

## История и деятельность
В 1906 году предпринимателем М.И. Фогелем в посёлке при станции Торговая (ныне город Сальск), были открыты механические мастерские по выпуску земледельческих машин и орудий. Предприятие располагало литейным, механическим, кузнечным, столярным, модельным и малярным цехами. На предприятии работало 50 человек. Основным видом выпускаемой продукции были жатки, плуги, сеялки. Осуществлялся выпуск различного литья по заводским и заказным моделям.
После революции 1917 года механические мастерские были преобразованы в завод, а с 1920 года стал именоваться «Чугунолитейный машиностроительный завод и электростанция». Завод изменил свой профиль и стал выпускать запасные части и ремонтировать сельскохозяйственные машины.
С 1926 года завод именовался «Сальский чугунолитейный машиностроительный завод и электростанция».
В годы первых пятилеток в конце 1920-начале 1930-х годов часть завода была вынесена за городскую черту (за железной дорогой), где были построены новые производственные здания (4 механизированных участка). На заводе трудилось 120 человек. С 1930-х годов завод стал именоваться Сальским механическим.
В 1952 году все производственные участки Сальского механического завода были внесены за городскую черту.
В 1956 году Сальский механический завод передан в подчинение министерству станкостроительной и инструментальной промышленности и был переименован в Сальский завод кузнечно-прессового оборудования. На заводе работало 280 человек. Предприятие изготовило опытные образцы прессов усилием 10,15 и 40 тонн.
В 1968 году  началась кардинальная реконструкция Сальского завода КПО. Разработаны перспективные планы развития завода в несколько этапов. С этого же года, начались поставки прессов на экспорт.
В 1970-х -1980-х годах осуществлялось строительство новых производственных корпусов и цехов, закладывались 2-я и 3-я очереди завода.
В 1978 году Сальский завод КПО вышел на проектную мощность в 4000 единиц кузнечно-прессового оборудования в год. С 1985 года осуществлялась разработка и освоение производства автоматизированных линий на базе прессов усилием 25, 40, 63 т. с.
Сальский завод КПО в 1980-х годах являлся градообразующим предприятием города Сальска с многотысячным коллективом.
В конце 1980-х начале 1990 –х годов на заводе по мимо основной продукции осуществлялся выпуск деревообрабатывающих станков УБДС-1 и УБДС-2.
В начале 1990-х годов Сальский завод КПО был реорганизован в акционерное общество.  На заводе стали производиться пресса для сухого прессования кирпича, измельчитель зерна, листогиб с ручным приводом и другие товары.
В 1995 году осуществлена разработка и освоение производства полного комплекта оборудования для консервной промышленности.
Начиная с момента выхода на проектную мощность, завод являлся крупнейшим производителем открытых кривошипных прессов простого действия. Сначала на территории бывшего СССР, а позже Российской Федерации.
За эти годы выпущено более 100000 единиц кузнечно-прессового оборудования, автоматизированных комплексов, роботизированных линий. Более 10000 прессов поставлено предприятием в 36 стран мира. В числе стран куда экспортировалась продукция завода, являются такие, как Франция, Бельгия, Германия, Великобритания, Голландия,Италия, Израиль, Канада, Япония, Испания.
В 2000-х годах Сальский завод КПО находился в критическом состоянии. Большая часть новой территории завода была продана ООО "Сегежская упаковка", на которой был размещен его филиал - завод по производству бумажной упаковки. Бывшие административные здания, в которых размещались заводоуправление, конструкторское бюро, медицинский комплекс, бытовые помещения, столовая, другие структурные подразделения, а также бывшие производственные здания, новым собственником снесены или находятся в стадии демонтажа.
Сальский завод КПО окончательно ликвидирован как предприятие в августе 2022 года.

## Награды
- В 2001 году, в год своего 95-летия, Сальский завод кузнечно-прессового оборудования был отмечен высокой международной наградой: золотой медалью и дипломом французской ассоциации содействия развитию национальной промышленности.

## Адрес
347632, Ростовская область, Сальский район, город Сальск, Промышленная улица, 59. Основным видом деятельности является «Производство кузнечно-прессового оборудования»